# Johann Michael Bach (compositore 1745)
Johann Michael Bach (Struth, 9 novembre 1745 – Elberfeld, 13 giugno 1820) è stato un compositore tedesco.
Era figlio di Johann Elias Bach (1705-1755), e nipote di J. S. Bach. Da non confondere con lo zio Johann Michael Bach (1648-1694, fratello di Johann Christoph Bach). Era attivo come avvocato a Güstrow (Mecklenburg), poi fu insegnante di musica presso la scuola superiore di Elberfeld, Wuppertal.

## Opere
- Friedens-Cantata; Ingrid Schmithüsen, Howard Crook, Gotthold Schwarz, Klaus Mertens, Hermann Max; cpo 999 671-2, 2000